# Oxybolos
L'oxybolos o oxybeles, a vegades escrit oxibeles, (Οξυβόλος, en grec; literalment “llançador de tretes”; una treta era un projectil de ballesta) era una màquina de guerra usada pels antics grecs des de l’any 375 aC.
Filó de Bizanci va esmentar els oxybolos en algunes de les seves obres.

## Descripció
Bàsicament era un gastrafetes molt gran, muntat en un suport. Els projectils eren una mena de  tretes  o dards relativament grossos i es llançaven per la força de flexió d'un arc compost (de fusta reforçada amb banya i tendons d'animals). També hi havia versions que podien llançar pedres rodones.

## Funcionament
L'arc es tensava amb una mena d'argue, accionat per palanques. Quan la corda quedava parada (amb l'arc tensat al màxim) s'immobilitzava amb un mecanisme de dispar. El tirador podia apuntar, orientant l'arma sobre el seu suport, i disparar quan li semblava.

## Potència
La majoria dels documents només indiquen aspectes generals sense donar xifres.
Segons la referència adjunta, els oxybolos podien classificar-se en tres categories:
- els que tenien el suport amb unes dimensions de l'alçada d'un home
- els que pesaven uns 1.500 kg
- els que pesaven 3.500-4.000 kg[8]

Els més grossos podien disparar un dard (o una pedra) de 18 kg a 450 metres. O bé un dard o una pedra d'uns 22,5 kg a 375 metres.